# Caroll Vanwelden

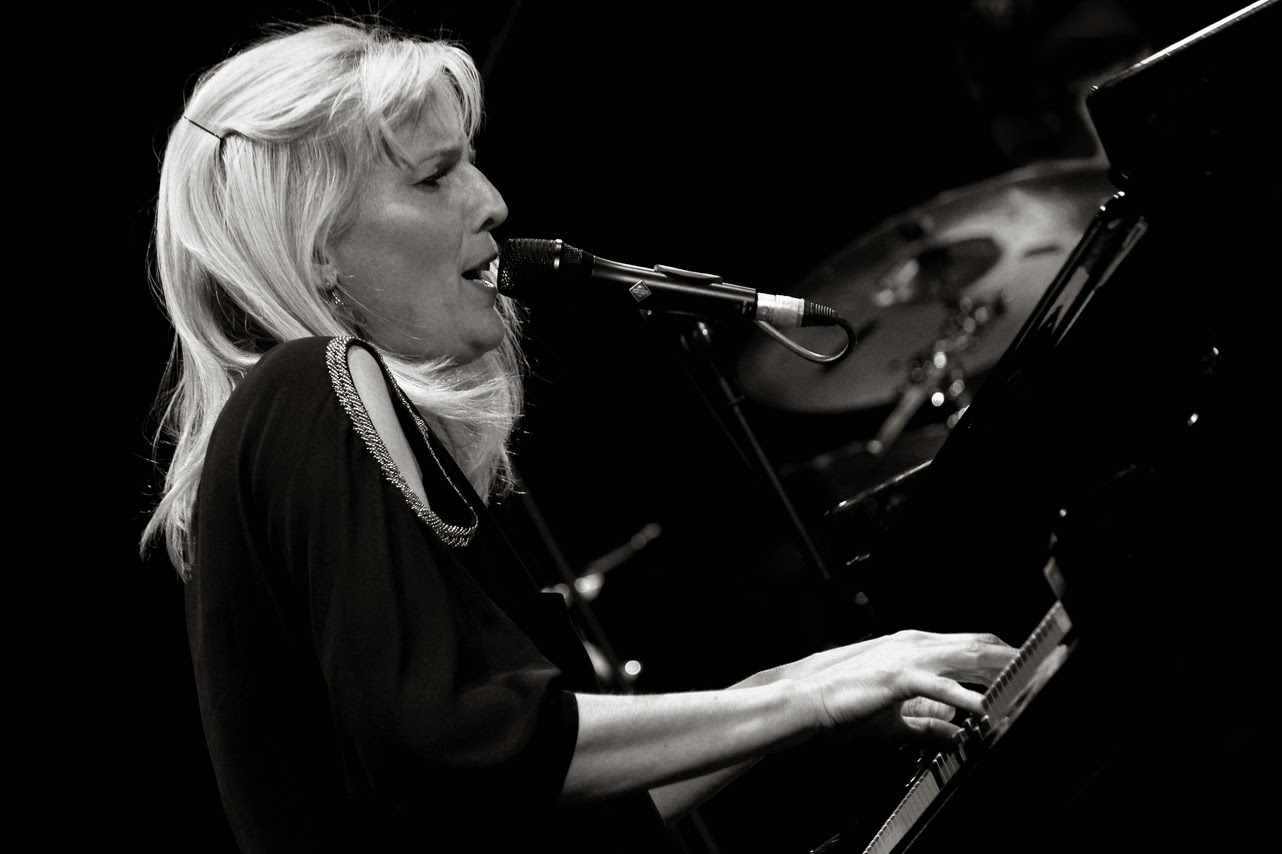
Caroll Vanwelden beim Jazzfestival St. Ingbert 2014

Caroll Vanwelden (* 24. Mai 1971 in Gent) ist eine belgische Jazzsängerin und Pianistin.
Vanwelden begann mit sieben Jahren das klassische Klavierspiel, später nahm sie auch Gesangsunterricht. Bis 1994 absolvierte sie ein Ingenieursstudium an der Freien Universität Brüssel. Ihr Musikstudium an der Guildhall School of Music and Drama in London schloss sie 1998 ab. Danach betätigte sie sich als Sängerin diverser Jazz-Projekte. Während der Zeit der Geburt ihrer beiden Kinder (2001 bis 2003) begann sie eigene Songs zu schreiben. 2008 erschien ihr Debütalbum Colours. 2011 zog sie mit ihrer Familie nach Heidelberg.

## Diskografie
- 2008: Colours
- 2009: Cheek to Cheek (mit Dirk van der Linden)
- 2012: Caroll Vanwelden sings Shakespeare Sonnets
- 2013: Don´t Explain - Songs of the 40s
- 2014: Caroll Vanwelden sings Shakespeare Sonnets 2
- 2016: Portraits of Brazil
- 2017: Caroll Vanwelden sings Shakespeare Sonnets 3